# Џо Кокер
Џон Роберт Кокер (енгл. John Robert Cocker; Шефилд, 20. мај 1944 — Крофорд, 22. децембар 2014) био је британски блуз и рок певач. Већина његових најпознатијих синглова биле су обраде песама других извођача, мада је компоновао и низ сопствених песама за већину својих албума, често у сарадњи са партнером кантаутором Крисом Стејнтоном.
Године 1993, Кокер је номинован за Брит награду за најбољег британског мушкарца. Награђен је бронзаном плакетом Шефилдске легенде у свом родном граду 2007. године, а следеће године добио је OBE за заслуге у музици. Кокер је био на 97. месту на листи 100 највећих певача Ролингстонса.
Музичку каријеру је започео са 15 година у родном Шефилду наступајући у бенду The Avengers под уметничким именом Венс Арнолд. Затим је сарађивао с бендовима Big Blues и The Grease Band. Године 1969. гостовао је у ТВ-емисији Шоу Еда Саливана. Био је познат по свом јаком, храпавом гласу, спазматичним покретима тела на бини (што је у ствари било савршено дириговање) и коначним верзијама популарних песама.
Први велики хит била му је With a Little Help from My Friends из 1969. Радило се о обради песме Битлса на којој је соло гитару свирао Џими Пејџ. Исте године наступио је на фестивалу у Вудстоку. Успешна му је била и обрада композиције Битлса She Came In Through the Bathroom Window, а највећи хит из тог периода била је композиција The Letter са албума Mad Dogs and Englishmen.
Почетком седамдесетих каријеру му успоравају проблеми с дрогом и алкохолом, али је осамдесетих и деведесетих обновио каријеру снимивши композиције Up where We Belong (дует са Џенифер Барнс из филма Официр и џентлмен, награђена Оскаром), You are So Beautiful (обрада песме Бруса Фишера и Билија Престона), When The Night Comes (композиција Брајана Адамса, Џима Воланса и Дајане Ворен), N'oubliez Jamais (његова властита композиција), Unchain my heart (обрада песме Бобија Шарпа).
Преминуо је 22. децембра 2014. у свом дому у Крофорду (Колорадо, САД) од рака плућа у 71. години живота.

## Биографија

### Рани живот (1944—1960)
Кокер је рођен 20. маја 1944. у улици Таскер Роад 38, Крукс, Шефилд. Био је најмлађи син државног службеника, Харолда Нормана Кокера (1907—2001), који је у време рођења његовог сина служио као авијатичар у Краљевском ваздухопловству, и Меџ (рођена Ли). Према различитим породичним причама, Кокер је добио надимак Џо или играјући игру из детињства под називом „Каубој Џо“, или од локалног чистача прозора по имену Џо.
Кокеров главни музички утицај током одрастања били су Реј Чарлс и Лони Донеган. Кокерово прво искуство са певањем у јавности било је са 12 година када га је његов старији брат Виктор позвао на бину да пева током наступа његове скифл групе. Године 1960, заједно са три пријатеља, Кокер је основао своју прву групу, Кавалирсе. За први наступ групе у омладинском клубу, морали су да плате пре уласка. Кавалирси су се на крају разишли након годину дана, а Кокер је напустио школу да би постао приправник за монтажу гасних инсталација радећи за фирму Ист Мидландс гасни одбор, касније Британска гасна корпорација, док је истовремено наставио каријеру у музици.
Кокер није у сродству са колегом музичарем рођеним у Шефилду, Џарвисом Кокером, упркос гласинама о томе (посебно у Аустралији, где је Џарвиса Кокеров отац, радио водитељ Мак Кокер, дозволио слушаоцима да верују да је он Џоов брат), иако је Џо био пријатељ породице и чак је чувао децу за Џарвиса када је био беба.

### Рана каријера (1961—1966)
Године 1961, под уметничким именом Венс Арнолд, Кокер је наставио каријеру са новом групом Венс Арнолд и Осветници. Име је било комбинација Винса Еверета, лика Елвиса Прислија у Jailhouse Rock (који је Кокер погрешно чуо као Венс), и кантри певача Едија Арнолда. Група је углавном свирала у пабовима Шефилда, изводећи обраде песама Чака Берија и Реја Чарлса. Кокер је развио интересовање за блуз музику и тражио је снимке Џона Ли Хукера, Муди Вотерса, Лајтнин Хопкинса и Хаулина Волфа. Године 1963, резервисали су своју прву значајну представу када су подржавали Ролингстонсе у Шефилдској градској кући.
Године 1964, Кокер је потписао уговор о снимању као соло уметник са Деком и објавио свој први сингл, обраду песме Битлса "I'll Cry Instead" (са Биг Џимом Саливаном и Џимијем Пејџом који свирају гитаре). Упркос екстензивној промоцији којум је Дек хвалио његову младост и корене из радничке класе, плоча је пропала и његов уговор о снимању са Деком је истекао крајем 1964. године. Након што је Кокер снимио сингл, напустио је своје уметничко име и основао нову групу, Џо Кокер'с Блуз Бенд. Постоји само један познати снимак блуз бенда Џоа Кокера на ЕП-у који је издао The Sheffield College током Раг недеље под називом Rag Goes Mad at the Mojo.

### Гриси Бенд (1966—1969)
Године 1966, након једногодишње паузе у музици, Кокер се удружио са Крисом Стејнтоном, којег је упознао неколико година раније, да би основао Гриси Бенд. Група Гриси Бенд је добила име по томе што је Кокер прочитао интервју са џез клавијатуристом Џимијем Смитом, где је Смит позитивно описао другог музичара да „има много масти“. Као и Осветници, Кокерова група је углавном свирала у пабовима у и око Шефилда. Гриси Бенд је привукао пажњу Денија Кордела, продуцента Прокол Харума, Муди Блуза и Горџи Фејма. Кокер је снимио сингл „Марџорине”" без Гриси Бенда за Кордела у лондонском студију. Затим се преселио у Лондон са Крисом Стејнтоном, а Гриси Бенд је распуштен. Кордел је Кокеру поставио резиденцију у Марки клубу у Лондону, а формиран је „нови” Гриси Бенд са Стејнтоном и клавијатуристом Томијем Ејром.

Године 1968, Кокер је постигао комерцијални успех са преаранжманом песме „With a Little Help from My Friends”, још једне обраде Битлса, која је много година касније коришћена као почетна тема за The Wonder Years. На снимку се појављује као главна гитара Џими Пејџ, бубњар Б. Џ. Вилсон, пратећи вокали Сју и Сани и Томи Ејр на оргуљама. Сингл је остао међу првих десет на УК Синглес листи тринаест недеља пре него што је на крају стигао до броја један, 9. новембра 1968. године. Такође је достигао 68. место на америчким листама.
Нова турнејска постава Кокеровог Гриси Бенда представљала је Хенри Макулоуа на гитари, који ће накратко свирати са Макартнијевим Вингсом. Након турнеје по Великој Британији са the Who у јесен 1968. и Џин Питнијем и Мармалејд почетком зиме 1969. године, Гриси Бенд је кренуо на своју прву турнеју по САД у пролеће 1969. Кокеров албум With a Little Help from My Friends је објављен убрзо након њиховог доласка и доспели на 35. место на америчким топ листама, на крају освојивши злато.

## Дискографија
- With a Little Help from My Friends (1969)
- Joe Cocker! (1969)
- Joe Cocker (1972/EU: 1973)
- I Can Stand a Little Rain (1974)
- Jamaica Say You Will (1975)
- Stingray (1976)
- Luxury You Can Afford (1978)
- Sheffield Steel (1982)
- Civilized Man (1984)
- Cocker (1986)
- Unchain My Heart (1987)
- One Night of Sin (1989)
- Night Calls (1991/US: 1992)
- Have a Little Faith (1994)
- Organic (1996)
- Across from Midnight (1997)
- No Ordinary World (1999/US: 2000)
- Respect Yourself (2002)
- Heart & Soul (2004/US: 2005)
- Hymn for My Soul (2007/US: 2008)
- Hard Knocks (2010/US: 2012)
- Fire It Up (2012)}}